# Microdon auricomus
Microdon auricomus är en tvåvingeart som beskrevs av Daniel William Coquillett 1898. Microdon auricomus ingår i släktet myrblomflugor, och familjen blomflugor. Inga underarter finns listade i Catalogue of Life.